# Boliviana de Aviación
Boliviana de Aviación, spesso definita semplicemente BoA, è la compagnia aerea di bandiera della Bolivia ed è interamente di proprietà del governo del paese. È stata fondata nell'ottobre 2007 e ha iniziato le operazioni nel marzo 2009. La compagnia aerea ha sede a Cochabamba mentre il suo hub principale è l'Aeroporto Internazionale Jorge Wilstermann. La compagnia vola verso 16 destinazioni in 5 paesi ed è la più grande compagnia aerea della Bolivia in termini di dimensioni della flotta e passeggeri trasportati.

## Storia

### Background
Lloyd Aéreo Boliviano (LAB), compagnia di bandiera boliviana da più di 8 decenni, aveva diversi problemi finanziari nel 1994, anno in cui la società era caduta in una grave crisi economica a causa della sua capitalizzazione da parte del governo. Nel 1995, la società brasiliana VASP acquisì il 50% delle azioni della LAB. Durante questo periodo, VASP attraversò difficoltà finanziarie dovute alla cattiva gestione da parte dei suoi dirigenti, i quali, con l'obiettivo di impedire alla compagnia di fallire, dirottavano i beni e i profitti della compagnia aerea boliviana. Nel 2001, VASP vendette le azioni di Lloyd Aéreo Boliviano agli investitori boliviani e alla fine fallì nel 2005. D'altra parte, LAB, che era in condizioni finanziarie disastrose, sospese la maggior parte dei suoi voli internazionali dal 2004 in poi. Nel 2007, la Direzione Generale dell'Aeronautica Civile della Bolivia emise un'ordinanza con la quale sospendeva temporaneamente le operazioni della LAB a causa della sua situazione finanziaria e della cancellazione delle sue destinazioni. Nel frattempo, il governo boliviano iniziò a studiare la possibilità di creare una compagnia aerea di stato, dato il declino della situazione del trasporto aereo nel paese. Lloyd Aéreo Boliviano smise di operare nel 2010 dopo 87 anni di attività ininterrotta.

### Fondazione

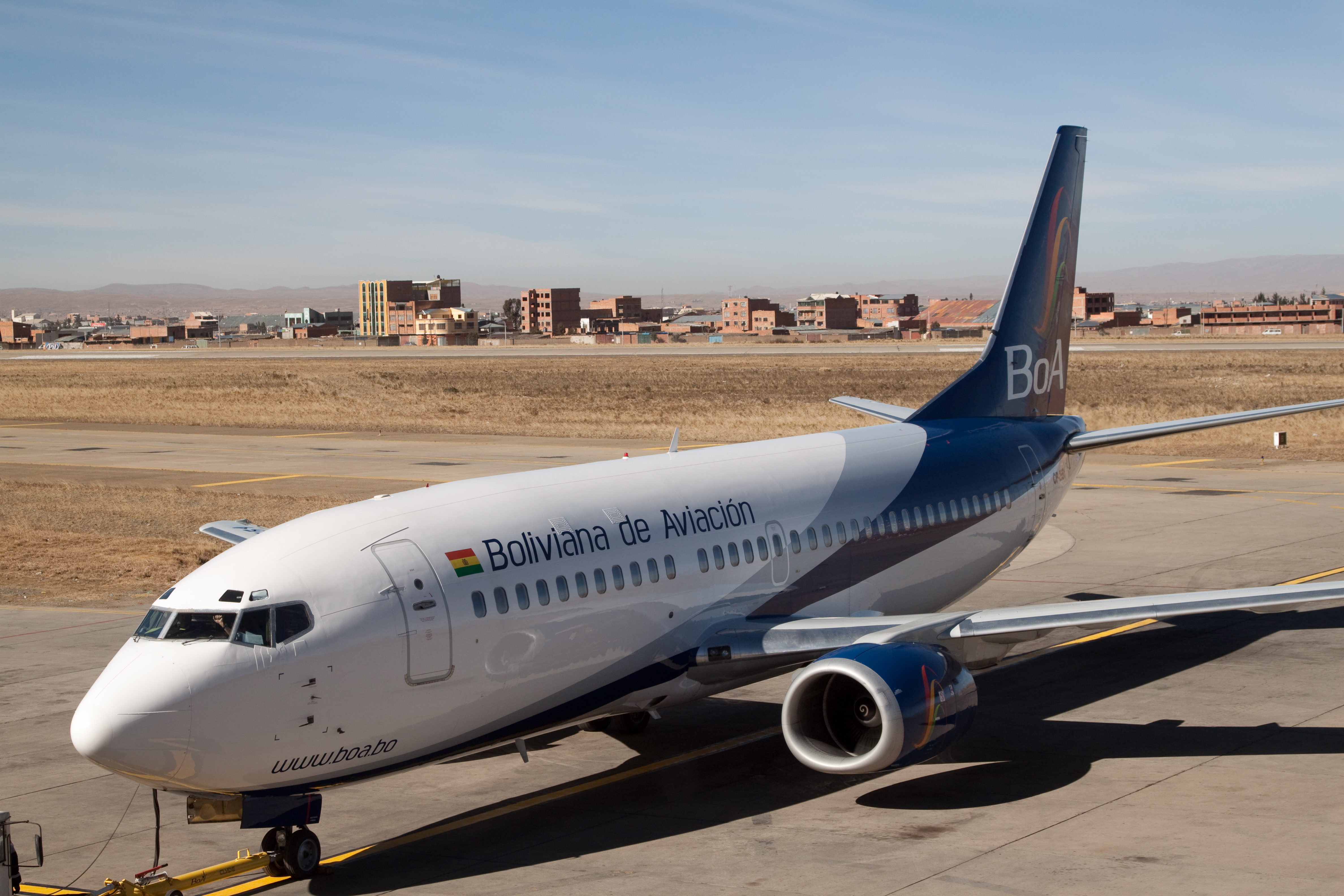
Il primo aereo della compagnia, un Boeing 737-300.

Il 24 ottobre 2007, il governo boliviano sotto la presidenza di Evo Morales, con il decreto supremo n.29318, ha creato l'Empresa Pública Nacional Estratégica Boliviana de Aviación - BoA con l'obiettivo di fornire allo Stato un meccanismo diretto per l'esecuzione della politica aeronautica e la democratizzazione del trasporto aereo in Bolivia. Il 19 febbraio 2009, la Dirección General de Aeronáutica Civil (DGAC) ha concesso il certificato di operatore aereo a Boliviana de Aviación e il 30 marzo 2009 la compagnia ha iniziato le sue operazioni con voli nell'asse principale del paese (Cochabamba, La Paz e Santa Cruz) utilizzando due Boeing 737-300. Dopo la cessazione delle operazioni della Lloyd Aéreo Boliviano, Boliviana de Aviación è diventata una delle due principali compagnie aeree del paese, insieme ad AeroSur.
Nel 2009, quasi due anni dopo la sua fondazione, Boliviana de Aviación ha aggiunto più città boliviane alla sua rete di destinazioni. A giugno, la compagnia ha inaugurato i voli per la città di Tarija; a settembre, per la città di Sucre e a dicembre per Cobija. Nel novembre 2009, Boliviana de Aviación ha acquisito un terzo Boeing 737-300.

### Espansione e inizio di rotte internazionali
La comparsa della Boliviana de Aviación ha causato una scossa nelle preferenze degli utenti. Tra il 2007 e il 2009, la compagnia aerea più apprezzata era AeroSur, all'epoca la più grande compagnia aerea del paese, che in quel periodo aveva venduto quasi un milione di biglietti; tuttavia, Boliviana de Aviación, che nel 2009 aveva venduto 255.716 biglietti, aveva aumentato esponenzialmente il suo fatturato nel 2010, diventando la compagnia aerea preferita dai viaggiatori e relegando la sua rivale al secondo posto. Dopo aver consolidato la propria presenza nel mercato nazionale, Boliviana de Aviación ha avviato il suo programma di espansione delle rotte internazionali. Il 14 maggio 2010, Boliviana de Aviación ha ricevuto tutte le autorizzazioni operative per effettuare voli internazionali e ha inaugurato il suo primo volo da Cochabamba a Buenos Aires. Successivamente, il 20 novembre dello stesso anno, la compagnia aerea ha inaugurato la rotta per San Paolo.
All'inizio del 2012, Boliviana de Aviación aveva una quota di mercato del 48% mentre la sua rivale AeroSur era scesa a una quota del 42%. Dopo il fallimento di AeroSur nel maggio 2012, a causa del fatto che la società aveva un debito fiscale che aveva raggiunto i 500 milioni di dollari, Boliviana de Aviación era diventata l'unica compagnia aerea principale in Bolivia ed è arrivata a prendere il controllo quasi totale del mercato del trasporto aereo di passeggeri con una quota dell'82%. Nel dicembre 2012, Boliviana de Aviación ha aggiunto Madrid al suo rete di operazioni, essendo questa la prima destinazione al di fuori del continente americano e sostituendo il servizio precedentemente offerto da AeroSur. La compagnia inizialmente utilizzava un Airbus A330-200 (noleggiato da Hi Fly) e successivamente un Boeing 767-200ER (noleggiato da Omni Air International). Nel maggio 2014, la compagnia aerea ha lanciato voli regolari per Miami utilizzando inizialmente i Boeing 737-300 che aveva nella sua flotta. La rotta per Miami iniziò ad essere operata dai Boeing 767-300ER che la compagnia aerea successivamente ricevette. Lo stesso anno, Boliviana de Aviación aggiunse una quinta destinazione internazionale e una seconda destinazione in Argentina: Salta. Con questo servizio, la compagnia aerea intendeva integrare i principali corridoi andini in quella provincia: i passeggeri che desideravano viaggiare in Bolivia, Colombia o Perù potevano farlo direttamente attraverso Salta senza dover scendere a Buenos Aires.

### Rinnovamento della flotta
Boliviana de Aviación ha iniziato le operazioni con due Boeing 737-300. Il 12 novembre 2009, la compagnia aerea ha acquisito un terzo Boeing 737 e il 12 aprile 2010 un quarto aereo. Il quinto e il sesto velivolo furono consegnati rispettivamente il 28 aprile e il 20 agosto dell'anno successivo. La compagnia aerea possedeva un totale di dodici Boeing 737-300, di cui tre di proprietà.
Il 7 dicembre 2012, fino al 7 giugno 2013, Boliviana de Aviación ha noleggiato un Airbus A330-233 dalla compagnia portoghese Hi Fly per iniziare i voli verso la città di Madrid. L'aereo aveva 266 posti tra business class e tourist e copriva il percorso Santa Cruz de la Sierra - Madrid. Dal 6 giugno 2013 al 27 ottobre 2014, per sostituire l'Airbus A330, la compagnia aerea ha utilizzato un aereo più piccolo, un Boeing 767-224ER, noleggiato dalla compagnia statunitense Omni Air International. Questo aereo ha permesso anche di coprire la rotta diretta tra Santa Cruz de la Sierra e Miami prima operata dai Boeing 737-300 che non avevano autonomia sufficiente e che dovevano fare scalo a Panama per fare rifornimento.
Nel novembre 2014 la Boliviana de Aviación è diventata membro a pieno titolo della International Air Transport Association.

## Destinazioni

Le destinazioni della compagnia nel 2015. Al 2021 sono rimaste pressoché invariate.

L'hub principale di Boliviana de Aviación è a Cochabamba, presso l'Aeroporto Internazionale Jorge Wilstermann. Le sue città su cui si focalizza sono La Paz e Santa Cruz de la Sierra. La maggior parte dei voli internazionali, compresi i servizi a lungo raggio per Miami e Madrid, partono dall'aeroporto Internazionale Viru Viru a causa della capacità dell'aeroporto di gestire aeromobili più grandi.

### Accordi commerciali
Al 2021, Boliviana de Aviación ha accordi di code-share con:
- American Airlines
- Iberia

## Flotta

### Flotta attuale

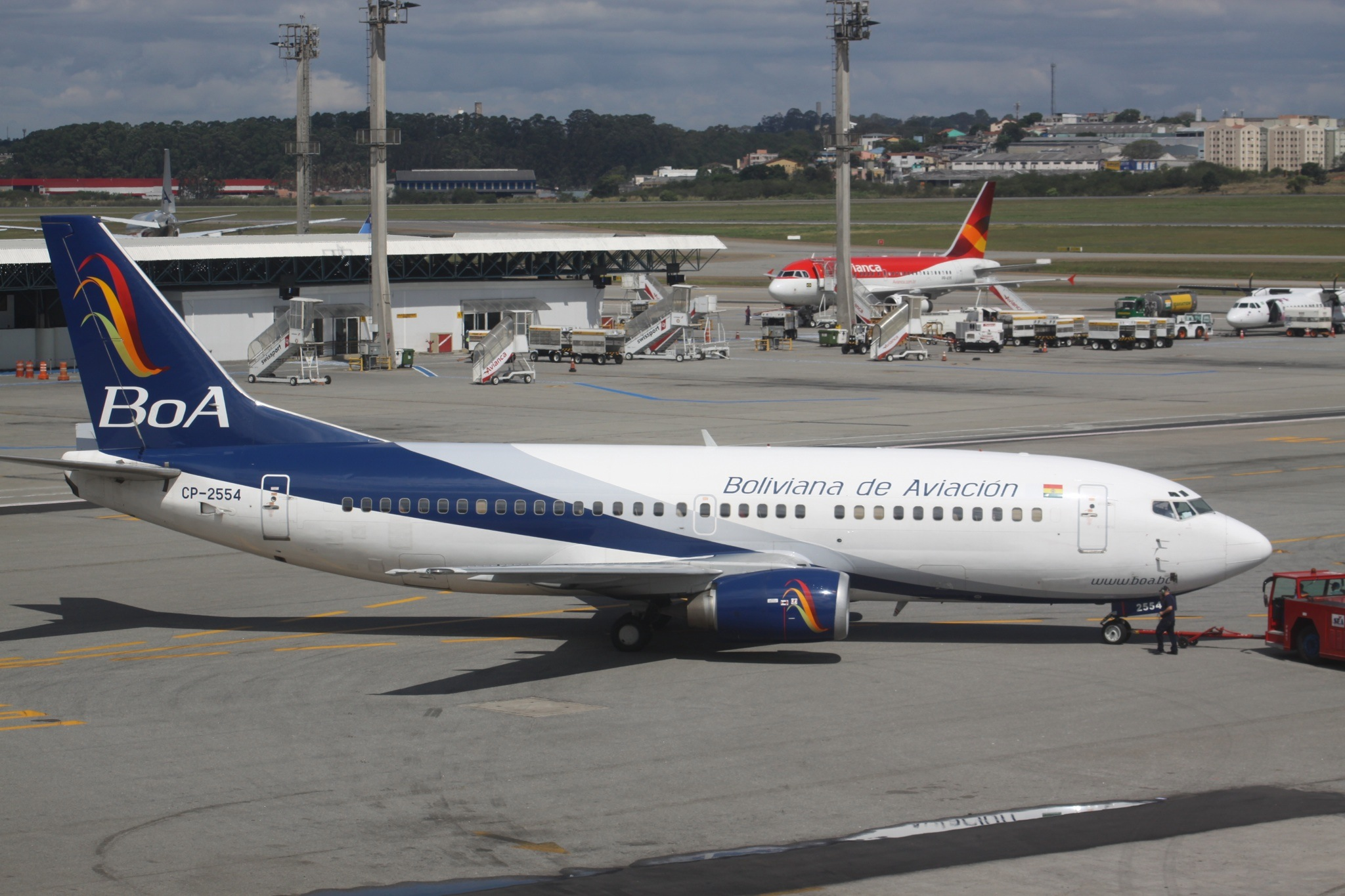
Un Boeing 737-300.

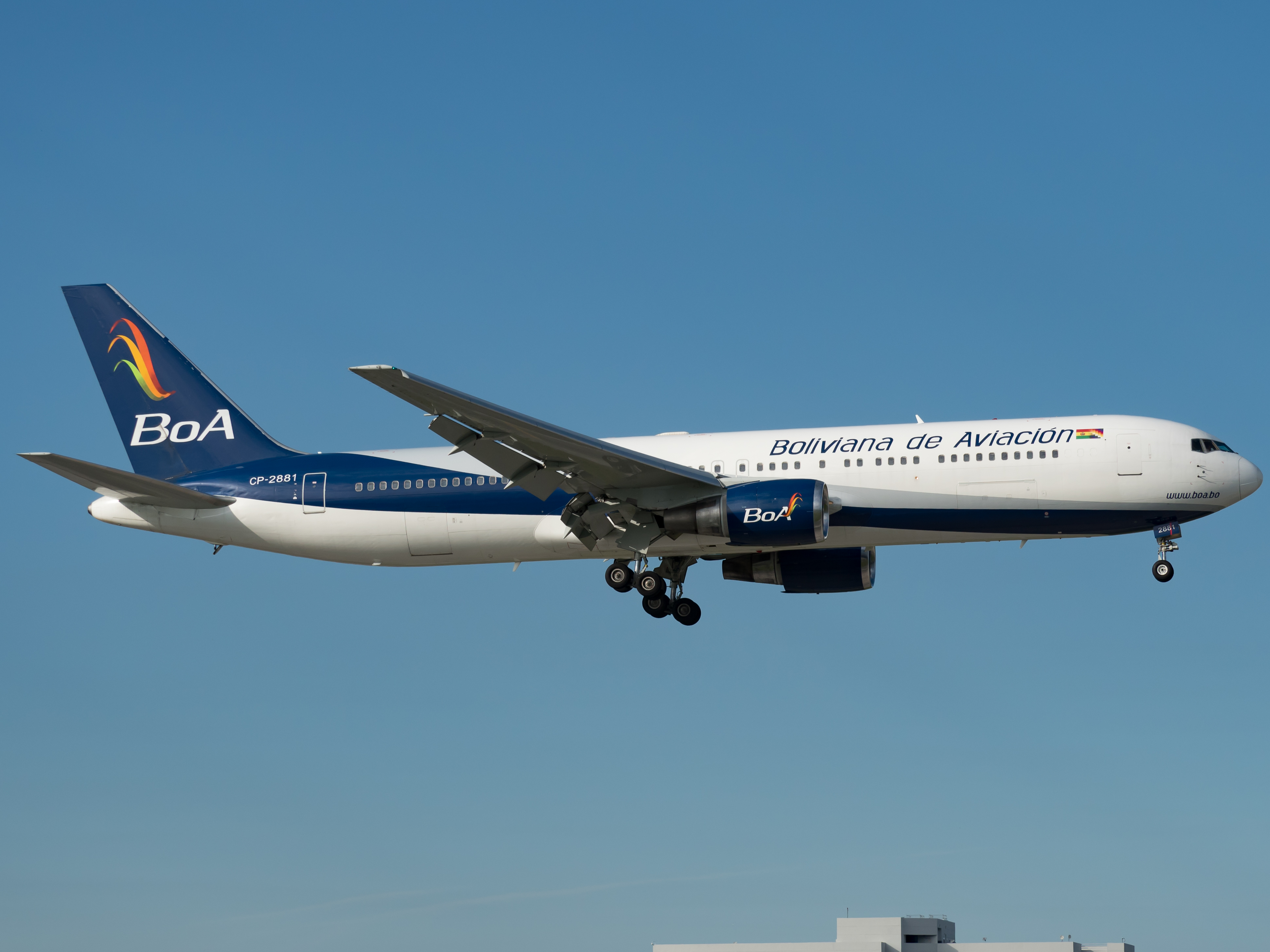
Un Boeing 767-300ER.

A gennaio 2024 la flotta di Boliviana de Aviación è così composta:

### Flotta storica
Boliviana de Aviación operava in precedenza con i seguenti aeromobili: